# Erebia rieli
Erebia rieli är en fjärilsart som beskrevs av Testout 1948. Erebia rieli ingår i släktet Erebia och familjen praktfjärilar. Inga underarter finns listade i Catalogue of Life.